# Баратынский, Сергей Абрамович
Сергей Абрамович Баратынский (12 (24) мая 1807—24 ноября (6 декабря) 1866) — владелец имения Мара; брат поэта Е. А. Баратынского.

## Биография
Родился 12 (24) мая 1807 года в доме, построенном его отцом А. А. Баратынским в имении Мара в Кирсановском уезде Тамбовской губернии; был младшим сыном в семье.
В начале 1826 года познакомился с А. А. Дельвигом и его женой, Софьей Михайловной. Был также знаком с А. С. Пушкиным: 8 февраля 1827 года Пушкин и поручик Баратынский были на маскараде в Благородном собрании в Москве.
В 1830 году окончил с серебряной медалью и званием лекаря 1-го отделения Московскую медико-хирургическую академию. Некоторое время жил в Санкт-Петербурге. В 1831 году, через полгода после смерти Антона Дельвига, Сергей Абрамович тайно обвенчался с его вдовой Софьей Михайловной и вместе с женой и полуторагодовалой дочерью Дельвига, Елизаветой, уехал в Мару. Здесь он перенёс дом, построенный отцом, и служебные постройки дальше от оврага, — на пригорок к деревне Мары (ныне — Софьинка Умётского района).
Несколько лет он путешествовал за границей. В 1848—1855 годах служил старшим чиновником особых поручений при тамбовском губернаторе П. А. Булгакове.
С. А. Баратынский был разносторонне одарённой личностью: помимо врачебного искусства разбирался в вопросах строительства, гравировал на меди, играл на фортепиано и скрипке, делал музыкальные инструменты и различные механизмы. По воспоминаниям композитора Ю. К. Арнольда, жившего в 1839 году по соседству с Баратынскими, владелец Мары поставил у себя в усадьбе два акта оперы «Анна Болейн» Г. Доницетти. Другой сосед по имению, В. Н. Чичерин (брат Б. Н. Чичерина) говорил, что «Сергей Абрамович сделался бы великим человеком, если бы не родился русским барином». В имении Чичериных «Караул» по проекту С. А. Баратынского был построен каретный двор. Б. Н. Чичерин вспоминал: «Над гротом в овраге, где он любил проводить целые дни, укрываясь от летнего зноя, Сергей Абрамович построил прелестное летнее жилище, куда он переселялся со всем семейством на несколько недель или даже месяцев. Внизу, возле источника, возвышалась изящной архитектуры купальня в виде готической башни, к которой вел красивый мост…».
В своём доме Баратынский «содержал небольшую больницу, аптеку и фельдшера»; он безвозмездно лечил всех: «не только вяжлинское и окрестное население, но и помещиков, то и дело приезжавших к нему, даже издалека, или приглашавших его к себе, подчас в другие губернии». Н. Ф. Павлов написал в 1832 году стихотворение «Тихой степи гражданин…», посвящённое С. А. Баратынскому (опубликовано в 1899 году С. А. Рачинским).

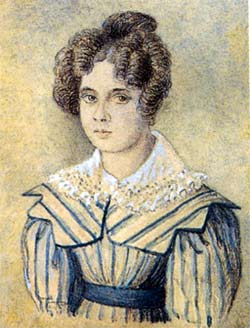
Софья Михайловна Баратынская, ур. Салтыкова
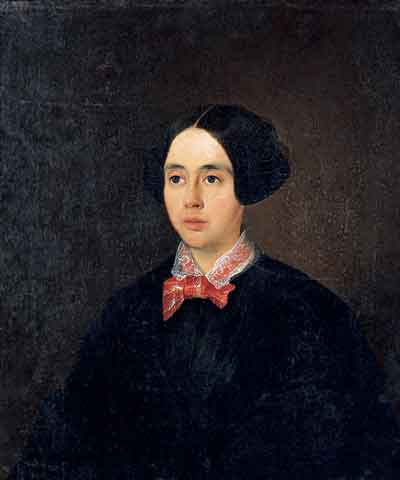
дочь, Александра Сергеевна (1832—1902)
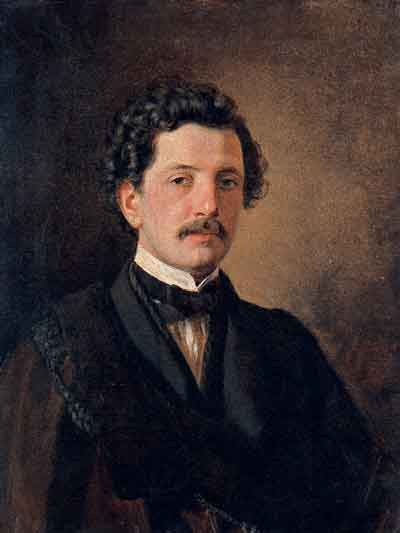
сын, Михаил Сергеевич (1833—1881)

## Комментарии
1. ↑  С. А. Баратынский, видимо приехал поступать на военную службу, о чём Дельвиг писал Баратынскому — см.: Е. А. Баратынскому. Конец 1825 г. // А. А. Дельвиг. Письма.